# Berkiposzátafélék
A berkiposzátafélék (Cettiidae) a madarak osztályának verébalakúak (Passeriformes) rendjébe tartozó család.
Az újonnan létrehozott családot az óvilági poszátafélék (Sylviidae) családjából választották le, hozzá sorolva a Pholidornis nemet a függőcinege-félék (Remizidae) családból. A rendszerezők egy része még nem fogadja el, illetve nem használja.

## Rendszerezés
A családba az alábbi 9 nem tartozik:
- Pholidornis – 1 faj
- Hylia – 1 faj
- Abroscopus – 3 faj
- Urosphena – 5 faj
- Tesia – 4 faj
- Cettia – 4 faj
- Horornis – 13 faj
- Tickellia – 1 faj
- Phyllergates – 2 faj

Az újabb rendszerezések az Erythrocercus nemet az Erythrocercidae családba sorolják.